# Max Adler (filosofo)
Max Adler (Vienna, 15 gennaio 1873 – Vienna, 28 giugno 1937) è stato un filosofo, sociologo e politico austriaco.

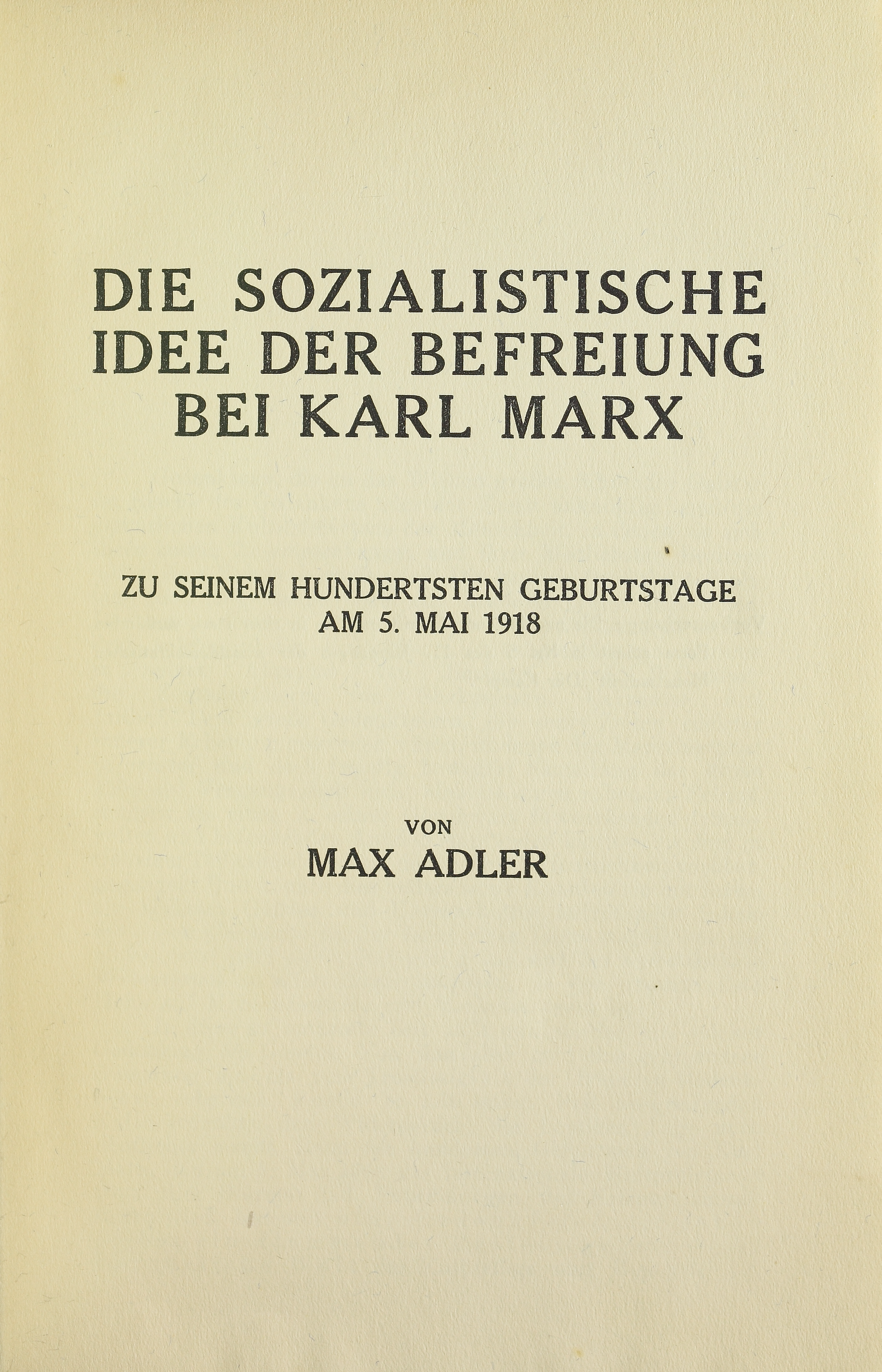
Sozialistische Idee der Befreiung bei Karl Marx, 1918

Diresse con Rudolf Hilferding i Marx-Studien.
Di impostazione neokantiana, fu uno dei fondatori e teorici dell'austromarxismo. Il motivo essenziale della sua riflessione è quello del possibile raccordo tra la filosofia di Kant e il materialismo storico di Karl Marx, del quale accetta l'impostazione dialettica. Sensibile ai profondi motivi etici ispiratori della problematica del cosiddetto "socialismo neokantiano" di Eduard Bernstein, Franz Staudinger e Karl Vorländer, ritenne necessario utilizzare i temi metodologici della filosofia di Immanuel Kant per far fronte agli aspetti troppo rigidamente deterministici presenti nella concezione della storia del marxismo della Seconda Internazionale e più vicini alle concezioni del positivismo ottocentesco.

## Opere
- Kausalität und Teleologie im Streite um die Wissenschaft. Vienna 1904
- Marx-Studien, Wien, Wiener Volksbuchhandlung, 1904.
- Der Sozialismus und die Intellektuellen. Vienna 1910
- Wegweiser. Studien zur Geistesgeschichte des Sozialismus. Stuttgart: Dietz 1914
- Festschrift für Wilhelm Jerusalem zu seinem 60. Geburtstag. Con contributi di Max Adler, Rudolf Eisler, Sigmund Feilbogen, Rudolf Goldscheid, Stefan Hock, Helen Keller, Josef Kraus, Anton Lampa, Ernst Mach, Rosa Mayreder, Julius Ofner, Josef Popper, Otto Simon, Christine Touaillon e Anton Wildgans Vienna/Leipzig: Verlag Wilhelm Braumüller 1915
- Sozialistische Idee der Befreiung bei Karl Marx, Wien, Wiener Volksbuchhandlung, 1918.
- Demokratie und Rätesystem. Vienna 1919
- Die Staatsauffassung des Marxismus. Vienna 1922
- Das Soziologische in Kants Erkenntniskritik. Vienna 1924
- Kant und der Marxismus. Berlino 1925
- Politische und soziale Demokratie. Berlino 1926
- Lehrbuch der materialistischen Geschichtsauffassung, 2 voll., Berlino 1930/31
- Das Rätsel der Gesellschaft. Vienna 1936